# 22 صفر
- السبت
- الأحد
- الاثنين
- الثلاثاء
- الأربعاء
- الخميس
- الجمعة

- 283 أغسطس 2024
- 294 أغسطس 2024
- 15 أغسطس 2024
- 26 أغسطس 2024
- 37 أغسطس 2024
- 48 أغسطس 2024
- 59 أغسطس 2024
- 610 أغسطس 2024
- 711 أغسطس 2024
- 812 أغسطس 2024
- 913 أغسطس 2024
- 1014 أغسطس 2024
- 1115 أغسطس 2024
- 1216 أغسطس 2024
- 1317 أغسطس 2024
- 1418 أغسطس 2024
- 1519 أغسطس 2024
- 1620 أغسطس 2024
- 1721 أغسطس 2024
- 1822 أغسطس 2024
- 1923 أغسطس 2024
- 2024 أغسطس 2024
- 2125 أغسطس 2024
- 2226 أغسطس 2024
- 2327 أغسطس 2024
- 2428 أغسطس 2024
- 2529 أغسطس 2024
- 2630 أغسطس 2024
- 2731 أغسطس 2024
- 281 سبتمبر 2024
- 292 سبتمبر 2024
- 303 سبتمبر 2024
- 14 سبتمبر 2024
- 25 سبتمبر 2024
- 36 سبتمبر 2024

22 صَفَر أو 22 صَفَر الخير أو 22 صَفَر المُظفَّر أو يوم 22 \ 2 (اليوم الثاني والعشرين من الشهر الثاني) هو اليوم الثاني والخمسين من أيَّام السنة وفق التقويم الهجري القمري (العربي). يبقى بعده 302 أو 303 أيَّام لانتهاء السنة.

## أحداث
- 12هـ - نشوب معركة الولجة بين الفرس الساسانيين والمسلمين بقيادة خالد بن الوليد، والتي انتهت بانتصار المسلمين.
- 647هـ - سقوط مدينة دمياط في أيدي لويس التاسع ملك فرنسا وقائد القوات الصليبية المشاركة بالحملة الصليبية السابعة.
- 1345هـ - قيام مصطفى كمال أتاتورك بإلغاء الطرق الصوفية في تركيا، وذلك في محاولاته التي بدأها بإبعاد تركيا عن الثقافة الإسلامية، وقطع كل السبل التي تربطها بها.
- 1347هـ - مصطفى كمال أتاتورك يطلع المشاركين في احتفال «كلخانه» من حزب الشعب الجمهوري على الحروف اللاتينية المزمع استخدامها في كتابة اللغة التركية تمهيدًا لما عرف بالانقلاب اللغوي.
- 1352هـ - عقد أول مؤتمر دوري لجماعة الإخوان المسلمين في الإسماعيلية.
- 1367هـ - عصابات الأرغون الصهيونية ترتكب مجزرة في يافا بفلسطين، وتقتل 30 عربيًا، وتجرح 98 آخرين.
- 1369هـ -
  - الكنيست يصوت لصالح نقل عاصمة إسرائيل إلى القدس.
  - تأسيس جهاز الموساد الاستخبراتي الإسرائيلي.
- 1370هـ - الجمعية التأسيسية في ليبيا تنتخب الأمير محمد إدريس السنوسي ملكًا على المملكة الليبية.
- 1383هـ - القوات الإسرائيلية تشن هجومًا على الحدود الأردنية بعد سلسلة من العمليات العسكرية نفذتها المقاومة الفلسطينية انطلاقًا من الأراضي الأردنية.
- 1397هـ - العقيد الأثيوبي الشيوعي منغستو هيلا مريام يتولى رئاسة الدولة في إثيوبيا بعد نجاح انقلابه العسكري ضد النجاشي هيلا سلاسي.
- 1398هـ - أمير دولة الكويت الشيخ جابر الأحمد الصباح يعلن تزكيته للشيخ سعد العبد الله السالم الصباح لمنصب ولي العهد.
- 1404هـ - تأسيس جمعية المعجمية العربية بتونس، كأول جمعية عربية تعنى بقضايا المعجم وبحوث اللسانيات سعيًا وراء تأصيل التراث المعجمي العربي، وأصدرت الجمعية مجلة بعنوان «مجلة المعجمية».
- 1424هـ - نائب رئيس الوزراء العراقي الأسبق طارق عزيز يستسلم للقوات العراقية وذلك بعد سقوط حكم حزب البعث.
- 1429هـ - مجلس الرئاسة العراقية يصادق على إعدام علي حسن المجيد الملقب «بعلي الكيماوي» وذلك بعد الحكم عليه بتهم جرائم حرب.
- 1430هـ - الحكومة السودانية توقع اتفاق حسن نوايا مع حركة العدل والمساواة إحدى الحركات المتمردة في دارفور في العاصمة القطرية الدوحة وذلك تمهيدًا لوقف الأعمال العدائية بين الطرفين في دارفور.
- 1432هـ - سيول تضرب مدينة جدة السعودية، وتتسبب في وفاة 108 أشخاص وإصابة المئات.
- 1438هـ - اندلاع أكثر من 200 حريق في أماكن متفرقة بغابات إسرائيل.
- 1441هـ - رئيس الوزراء اللبناني سعد الدين الحريري يطرح حزمة إصلاحات اقتصادية، ويقر موازنة عامة حتى 2020 خالية من أي ضرائب إضافية، في محاولةٍ لاحتواء المظاهرات الشعبية التي خرجت تطالب برحيل الرئاسات الثلاثة ومحاسبة الساسة اللبنانيين الفاسدين.

## مواليد
- 1316هـ - علي مصطفى مشرفة، عالم فيزياء نظرية مصري.
- 1328هـ - محمد بن عبد العزيز آل سعود، أمير سعودي وأمير منطقة المدينة المنورة.
- 1336هـ - كمال جنبلاط، مفكر وفيلسوف وزعيم سياسي لبناني.
- 1352هـ - محمد علي رجائي، رئيس الجمهورية الإسلامية الإيرانية الثاني.
- 1386هـ - عدي رعد، ممثل وممثل صوت لبناني.
- 1403هـ -
  - خليل ألتينتوب، لاعب كرة قدم تركي.
  - حميد ألتينتوب، لاعب كرة قدم تركي.

## وفيات
- 278 هـ - أبو أحمد طلحة الموفق بالله، قائد عسكري عباسي وأخ الخليفة المعتمد على الله.
- 629 هـ - ابن نقطة الحنبلي البغدادي، عالم بالأنساب وحافظ للحديث.
- 839 هـ - أبو عبد الله محمد المنتصر الثاني، أحد الخلفاء الحَفْصِيُّون.
- 1050 هـ - ابن النحاس الحلبي، شاعر شامي.
- 1149 هـ - أحمد الثالث، السلطان العثماني الرابع والعشرون.
- 1304 هـ - محمد قدري باشا، أحد رواد الإصلاح القانوني في مصر ومن أوائل من قاموا بمحاولة تقنين الشريعة الإسلامية.
- 1338 هـ - محمد فريد بك، مؤرخ وحقوقي وأحد قادة الحركة الوطنية في مصر.
- 1346 هـ - سعد زغلول، قائد ثورة 1919.
- 1415 هـ - إبراهيم زرين قلم، خطاط ودبلوماسي إيراني.
- 1419 هـ - محمد متولي الشعراوي، عالم دين ووزير أوقاف مصري سابق ومن أشهر مفسري القرآن المعاصرين.
- 1429 هـ - أحمد مصطفى، قارئ مصري عالم بالقراءات.
- 1440 هـ - حمدي قنديل، إعلامي مصري.

## وصلات خارجية
- موقع قصة الإسلام: حدث في شهر صفر.